# Litsea depressa
Litsea depressa är en lagerväxtart som beskrevs av Hung Pin Tsui. Litsea depressa ingår i släktet Litsea och familjen lagerväxter. Inga underarter finns listade i Catalogue of Life.